# Voïvodie de Kielce (1919-1939)
Pour l’article homonyme, voir Voïvodie de Kielce.
1919–1939
La voïvodie de Kielce est une entité administrative de la Deuxième République de Pologne. Créée en 1919, elle cessa d'exister en 1939. Sa capitale était la ville de Kielce.

## Villes principales
- Kielce
- Częstochowa
- Sosnowiec
- Radom
- Będzin
- Dąbrowa Górnicza
- Zawiercie
- Ostrowiec Świętokrzyski

## Démographie
D'après le recensement effectué en 1921.
- Polonais 2 315 274 (91,3%)
- Juifs 215 551 (8,5%)

## Religions
- catholiques 2 221 446 (87,6%)
- juifs 301 771 (11,9%)